# سرگو یریتسیان
سرگو سارگسی یریتسیان (Սերգո Սարգսի Երիցյան؛ ۱۱ ژوئن ۱۹۵۷ – ۲۳ ژوئن ۲۰۲۳) سیاستمدار و روزنامه‌نگار اهل ارمنستان بود که از تاریخ ۱۲ ژوئن ۲۰۰۳ تا تاریخ ۱ ژوئن ۲۰۰۶ در کابینه سمت وزیر آموزش و پرورش ارمنستان را برعهده داشت. وی پیشتر بین سال‌های ۱۹۹۶ تا ۲۰۰۳ نماینده دوره اول مجلس ملی جمهوری ارمنستان بود.

## زندگی‌نامه
در ۱۱ ژوئن ۱۹۵۷ در چوچکان به دنیا آمد و از دانشکده فلسفه دانشگاه دولتی ایروان فارغ‌التحصیل گشت..

## یادداشت
1. ↑  ՀՀ ԿԳՆ լեզվի պետական տեսչության պետ